# Austromola angerhoferi
Az Austromola angerhoferi a sugarasúszójú halak (Actinopterygii) osztályának gömbhalalakúak (Tetraodontiformes) rendjébe, ezen belül a holdhalfélék (Molidae) családjába tartozó fosszilis faj.
Eddig csak egy fajt fedeztek fel ebből a halnemből.

## Előfordulása
Az Austromola angerhoferi a kora miocén korszak idején élt, ott ahol manapság Ausztria fekszik. Maradványát a Pucking melletti Ebelsberg-formációban találták meg. Az ősi Paratethys-tenger halainak egyike volt.

## Megjelenése
Becslések szerint körülbelül 320 centiméter hosszú lehetett.

## Fordítás
- Ez a szócikk részben vagy egészben  a   Molidae című angol Wikipédia-szócikk ezen változatának fordításán alapul.  Az eredeti cikk szerkesztőit annak laptörténete sorolja fel. Ez a jelzés csupán a megfogalmazás eredetét és a szerzői jogokat jelzi, nem szolgál a cikkben szereplő információk forrásmegjelöléseként.
- Ez a szócikk részben vagy egészben  az   Austromola angerhoferi című angol Wikipédia-szócikk ezen változatának fordításán alapul.  Az eredeti cikk szerkesztőit annak laptörténete sorolja fel. Ez a jelzés csupán a megfogalmazás eredetét és a szerzői jogokat jelzi, nem szolgál a cikkben szereplő információk forrásmegjelöléseként.